# 333040 Dalehowell
333040 Dalehowell este o planetă minoră (asteroid) din centura de asteroizi. A fost descoperită pe 24 mai 2006 la Mount Lemmon⁠(d) de Mount Lemmon Survey⁠(d). 
Obiectul prezintă o orbită caracterizată de o semiaxă mare de 2,4050368782686 UAi, o excentricitate de 0,25361430087724, o înclinație de 5,2467281008445 ° în raport cu ecliptica.